# Pierrefontaine-les-Varans
Pierrefontaine-les-Varans ist eine französische Gemeinde mit 1.361 Einwohnern (Stand: 1. Januar 2022) im Département Doubs in der Region Bourgogne-Franche-Comté und der Hauptort des Kantons Valdahon im Arrondissement Pontarlier.

## Geographie
Pierrefontaine-les-Varans liegt auf 690 m über dem Meeresspiegel, 38 Kilometer südwestlich von Montbéliard und etwa 40 Kilometer östlich der Stadt Besançon (Luftlinie). Das Dorf erstreckt sich im Jura, inmitten des weiten Hochplateaus von Pierrefontaine, nördlich des tief eingeschnittenen Tals der Reverotte. Das Gemeindegebiet gehört zum Regionalen Naturpark Doubs-Horloger.
Die Fläche des 28,90 km² großen Gemeindegebiets umfasst einen Abschnitt des französischen Juras. Der Hauptteil des Gebietes wird von der schwach reliefierten Hochfläche von Pierrefontaine eingenommen, die durchschnittlich auf 700 m liegt. Sie weist eine Breite von ungefähr 4 km und eine Länge von mehr als 10 km auf und ist vorwiegend von Acker- und Wiesland bestanden, zeigt aber auch kleinere Waldgebiete und – besonders im nördlichen Teil – moorige Flächen. Das Hochplateau besitzt keine oberirdischen Fließgewässer, weil das Niederschlagswasser im verkarsteten Untergrund versickert. 
Südlich des Dorfes beginnt das Tal des Ruisseau du Val in einem markanten Felsenkessel. Der Bach entspringt mit einer Karstquelle und fließt kurze Zeit später in die Reverotte. Diese bildet die südliche Gemeindegrenze. Sie verläuft in einem tief eingeschnittenen und zum Teil schluchtartig verengten Erosionstal (Défilé des Epais Rochers) nach Osten zum Dessoubre. Die östliche Begrenzung des Hochplateaus wird durch den Höhenrücken des Belmont markiert. Hier wird mit 946 m die höchste Erhebung von Pierrefontaine-les-Varans erreicht.
Zu Pierrefontaine-les-Varans gehören neben dem eigentlichen Ort auch verschiedene Weiler und zahlreiche Einzelhöfe, darunter:
- La Faye (700 m) auf dem Plateau von Pierrefontaine
- Granges au Roi (725 m) am östlichen Rand des Plateaus von Pierrefontaine

Nachbargemeinden von Pierrefontaine-les-Varans sind Laviron im Norden, Belleherbe, Chamesey und Bretonvillers im Osten, Plaimbois-Vennes im Süden sowie La Sommette und Germéfontaine im Westen.

## Geschichte
Pierrefontaine wurde wahrscheinlich Ende des 11. oder Anfang des 12. Jahrhunderts von Mönchen des Klosters Vaucluse gegründet. Urkundlich erwähnt wird der Ort im Jahr 1339. Im Verlauf der Zeit wandelte sich die Schreibweise über Pierrefotenne (1390), Pierrefontaine-en-Varest (1424), Pierrefontaine-en-Varais (1626) und Pierrefontaine-lez-Vautrans (1754) zu Pierrefontaine. Im Mittelalter gehörte das Dorf zunächst zur Herrschaft Montfaucon und seit dem frühen 15. Jahrhundert zur Herrschaft Montbéliard, doch hatten auch andere Herren Grundbesitz auf dem Territorium. 
Während des Dreißigjährigen Krieges wurde Pierrefontaine 1639 von schwedischen Truppen verwüstet und gebrandschatzt. Erst im Verlauf des Jahrhunderts wurde das Hochplateau von Einwanderern aus Savoyen, den Schweizer Kantonen Freiburg und Neuenburg sowie aus dem Val du Saugeais wieder besiedelt. Zusammen mit der Franche-Comté gelangte Pierrefontaine 1678 mit dem Frieden von Nimwegen definitiv an Frankreich. Um eine Verwechslung mit anderen Ortschaften des gleichen Namens zu vermeiden, wurde Pierrefontaine im Jahr 1962 offiziell in Pierrefontaine-les-Varans umbenannt. Heute ist Pierrefontaine-les-Varans Mitglied des Gemeindeverbandes Portes du Haut-Doubs.
Am 1. Januar 2009 erfolgte eine Änderung der Arrondissementszugehörigkeit der Gemeinde. Bislang zum Arrondissement Besançon gehörend, kamen alle Gemeinden des Kantons zum Arrondissement Pontarlier.

## Bevölkerung
| Jahr                       | 1962 | 1968 | 1975 | 1982 | 1990 | 1999 | 2006 | 2016 |
| Einwohner                  | 1289 | 1412 | 1501 | 1538 | 1505 | 1351 | 1280 | 1414 |
| Quellen: Cassini und INSEE |      |      |      |      |      |      |      |      |

Mit 1361 Einwohnern (1. Januar 2022) gehört Pierrefontaine-les-Varans zu den kleineren Gemeinden des Départements Doubs. Nachdem die Einwohnerzahl in der ersten Hälfte des 20. Jahrhunderts stets im Bereich von 950 bis 1050 Personen gelegen hatte, wurde bis heute eine deutliche Bevölkerungszunahme verzeichnet.

## Wirtschaft und Infrastruktur
Pierrefontaine-les-Varans war bis ins 20. Jahrhundert hinein ein vorwiegend durch die Landwirtschaft (Viehzucht, Milchwirtschaft und Ackerbau) geprägtes Dorf. In der zweiten Hälfte des 20. Jahrhunderts ließen sich in Pierrefontaine verschiedene Unternehmen nieder, und das Dorf entwickelte sich zu einem regionalen Kleinzentrum. Heute sind in Pierrefontaine-les-Varans verschiedene Betriebe der Holzverarbeitung, der mechanischen, elektronischen und elektromechanischen Industrie, des Maschinenbaus, der Uhrenzubehörindustrie (Décolletage) und Käsereien ansässig.
Die Ortschaft ist ein regionaler Straßenknotenpunkt. Verbindungen bestehen mit Baume-les-Dames, Sancey-le-Grand, Belleherbe, Morteau, Avoudrey und Domprel.

## Sehenswürdigkeiten

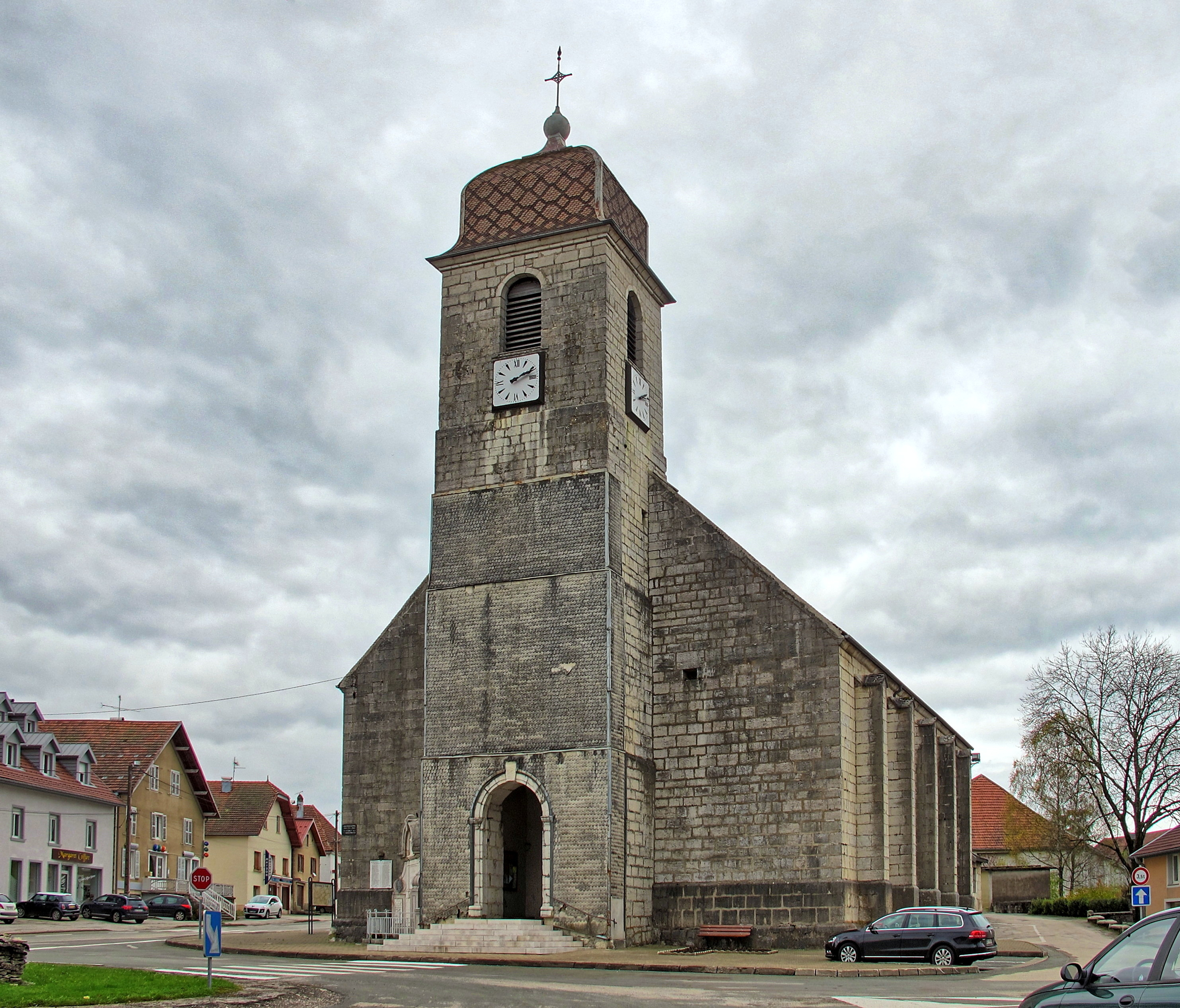
Notre-Dame-de-l’Assomption

- Die dreischiffige Kirche Notre-Dame-de-l’Assomption wurde von 1755 bis 1787 an der Stelle eines mittelalterlichen Gotteshauses neu erbaut.
- Das aus dem 16. Jahrhundert stammende Château de Sagey wurde später in ein Herrschaftshaus umgebaut und beherbergt heute die Gemeindebibliothek.
- In der Ortschaft sind noch verschiedene Bauernhäuser aus dem 18. und 19. Jahrhundert im charakteristischen Stil der Franche-Comté erhalten.
- Zu den Natursehenswürdigkeiten zählen der Talkessel des Ruisseau du Val mit seinem Wasserfall sowie das enge Tal der Reverotte.

## Persönlichkeiten
- Jules Vuillemin (1920–2001), französischer Philosoph und Logiker